# 秦雨
秦雨（1982年—），湖北长阳人，土家族，中华人民共和国政治人物、第十一届全国人民代表大会解放军代表。
加入中共。担任空军雷达某旅操纵班班长。2008年起担任全国人大代表。